# Courtella
Courtella is een geslacht van vliesvleugeligen uit de familie vijgenwespen (Agaonidae). De wetenschappelijke naam van dit geslacht is voor het eerst geldig gepubliceerd in 1912 door Jean-Jacques Kieffer.

## Soorten
Het geslacht Courtella omvat de volgende soorten:
- Courtella armata (Wiebes, 1974)
- Courtella bekiliensis (Risbec, 1956)
- Courtella camerunensis (Wiebes, 1974)
- Courtella gabonensis Wiebes, 1985
- Courtella hamifera Kieffer, 1912
- Courtella hladikae (Wiebes, 1979)
- Courtella malawi Wiebes, 1990
- Courtella medleri (Wiebes, 1972)
- Courtella michaloudi (Wiebes, 1979)
- Courtella penicula (Wiebes, 1974)
- Courtella scobinifera (Waterston, 1920)
- Courtella sylviae Wiebes, 1986
- Courtella wardi Compton, 1990